# 푸드뱅크
푸드뱅크(food bank)는 유통기한 임박 등의 사유로, 품질에 문제가 전혀 없음에도 불구하고 시장에서 유통할 수 없게 된 식품을 기부받아 저소득 및 소외계층, 복지시설에 나누어 주는 물적 나눔 제도이자 사회복지 지원체계이다.

## 개요
식품 업체와 외식 산업체의 후원으로, 유통 기한이 지나지 않아 품질에는 전혀 문제가 없지만 유통 기한이 상대적으로 긴 제품(ex. 냉동 식품 등)을 선호하는 시장 특성상 시중에서의 판매가 어려워 상품 가치를 잃은 식품 등을 무료로 지원받아 저소득층에 나누어 준다. NGO · NPO 등 시민 단체를 통해 홈리스나 결식아동 등에 우선 공급한다. 유통 기한 만료 등 품질에 문제가 있는 식품은 대상으로 하지 않는다. 제공하는 기업의 경우, 폐기에 드는 금전적인 비용을 줄일 뿐만 아니라 식품 폐기물의 발생을 억제하고, 복지 활동에 공헌하고 있다는 측면에서 CSR 활동도 되며, 기업 가치의 향상에도 기여한다.

## 역사
1960년대 미국 애리조나주 피닉스의 무료 급식소에서 자원 봉사 활동을 하고 있던 존 밴 헹겔(John van Hengel)은 자원 봉사 대상인 미혼모로부터 아직 먹을 수 있는 식품이 슈퍼마켓에서 대량으로 폐기되는 것을 들었다. 밴 헹겔은 슈퍼마켓에 이러한 식품을 기부 해달라고 협상하고, 지역 교회에 식품을 비축할 창고를 빌려달라고 부탁했다. 이렇게 하여 1967년 창고를 제공한 교회의 이름을 취하여 세인트 메리 푸드뱅크가 탄생했다. 그 후 농가에서 수확하여 남긴 농작물의 기부를 받아 1976년에 세컨드 하비스트를 설립하였다. 세컨드 하비스트는 나중에 피딩 아메리카라고 이름을 바꾸었다.

## 같이 보기
- 식량 안전 보장
- 빈곤